# Medhufushi
Medhufushi ist eine Insel des Mulaku-Atolls im Süden des Inselstaates Malediven in der Lakkadivensee (Indischer Ozean).

## Geographie
Die Insel liegt im Ostsaum des Atolls zusammen mit Naalaafushi, Gongalihuraa, Seedheehuraa, Seedheehuraaveligandu, Hakuraahuraa sowie Kakaahuraa. Die Insel ist länglich, bewaldet und etwa 700 m lang und ca. 100 m breit.
Sie trägt ein Resort (Hotel) und eine Tauchschule.